# Liu Huanyuan
Liu Huanyuan (chiń. 劉歡緣; ur. 19 marca 1983) – chińska judoczka.
Piąta na mistrzostwach świata w 2010; siódma w 2007. Startowała w Pucharze Świata w latach 2003 i 2009-2011. Złota medalistka igrzysk azjatyckich w 2006 i 2010, a także mistrzostw Azji w 2003. Wygrała mistrzostwa Azji Wschodniej w 2006, a także uniwersjadę w 2007 roku.